# Boots Randolph
Homer Louis "Boots" Randolph III (3 juin 1927 – 3 juillet 2007) est un saxophoniste américain connu en particulier pour son tube Yakety Sax sorti en 1963 (indicatif musical du Benny Hill Show).

## Biographie
Randolph est né à Paducah (Kentucky), a grandi à Cadiz et poursuivi sa scolarité à Evansville (Indiana).
À la fin de la Seconde Guerre mondiale, Boots Randolph joue du saxophone, du trombone et du vibraphone au sein de l'US Army. Après avoir terminé son service militaire, il joue de 1948 à 1954 avec les Dink Welch's Kopy Kats à Decatur (Illinois). Il vit durant une courte durée à Louisville (Kentucky) avant de revenir à Decatur créer son propre groupe. Il quitte Decatur en 1957.
Durant sa carrière de plus de quarante ans, Randolph joue des centaines de fois aux côtés de multiples artistes de pop, de rock, de jazz et de country. Il joue avec Elvis Presley sur un grand nombre d'enregistrements et réalise la bande son de divers films sur le « King ».
Randolph enregistre pour Monument Records à Nashville (Tennessee). Il joue sur le titre Mean Woman Blues de Roy Orbison, Little Queenie de REO Speedwagon, Java de Al Hirt, Turn On Your Lovelight de Jerry Lee Lewis ainsi que Rockin' Around the Christmas Tree de Brenda Lee.
En 1977, Randolph ouvre le fameux club Printer's Alle à Nashville.  Il fait souvent des apparitions à la télévision dans Hee Haw, et est membre du groupe de musique country Million Dollar Band.
Son dernier album solo A Whole New Ballgame sort le 12 juin 2007.
Le 3 juillet 2007, Randolph décède à l'âge de 80 ans au Skyline Medical Center à Nashville des suites d'une hémorragie intra-cérébrale.